# カヤの平

カヤの平（カヤのだいら）は、長野県下高井郡木島平村上木島と下水内郡栄村堺とにまたがる高原地帯である。カヤノ平（カヤノだいら）とも表記し、あるいは語尾に「高原」を付する場合がある。

## 概要
カヤの平は、志賀高原北部の標高約1,500mに広がる火山性高原である。火山の噴出物によって形成された植生豊かな土地は、ブナの原生林が群生し、「日本一美しいブナの森」と呼ばれている。
高原全体が環境省によって国立公園に指定され、豊かな自然環境の利用推進と貴重な自然保護との両立を図ることを目的に土地の開発等が制限されている。また、全域が主に水源涵養を目的とした国有林であり、林野庁によって管理されている。
高原中央部を幹線道路(長野県道)が南北に縦断し、これに接続するいくつかの林道が東西方面とを結び、周辺の市町村との交通網を形成している。

## 区域・面積

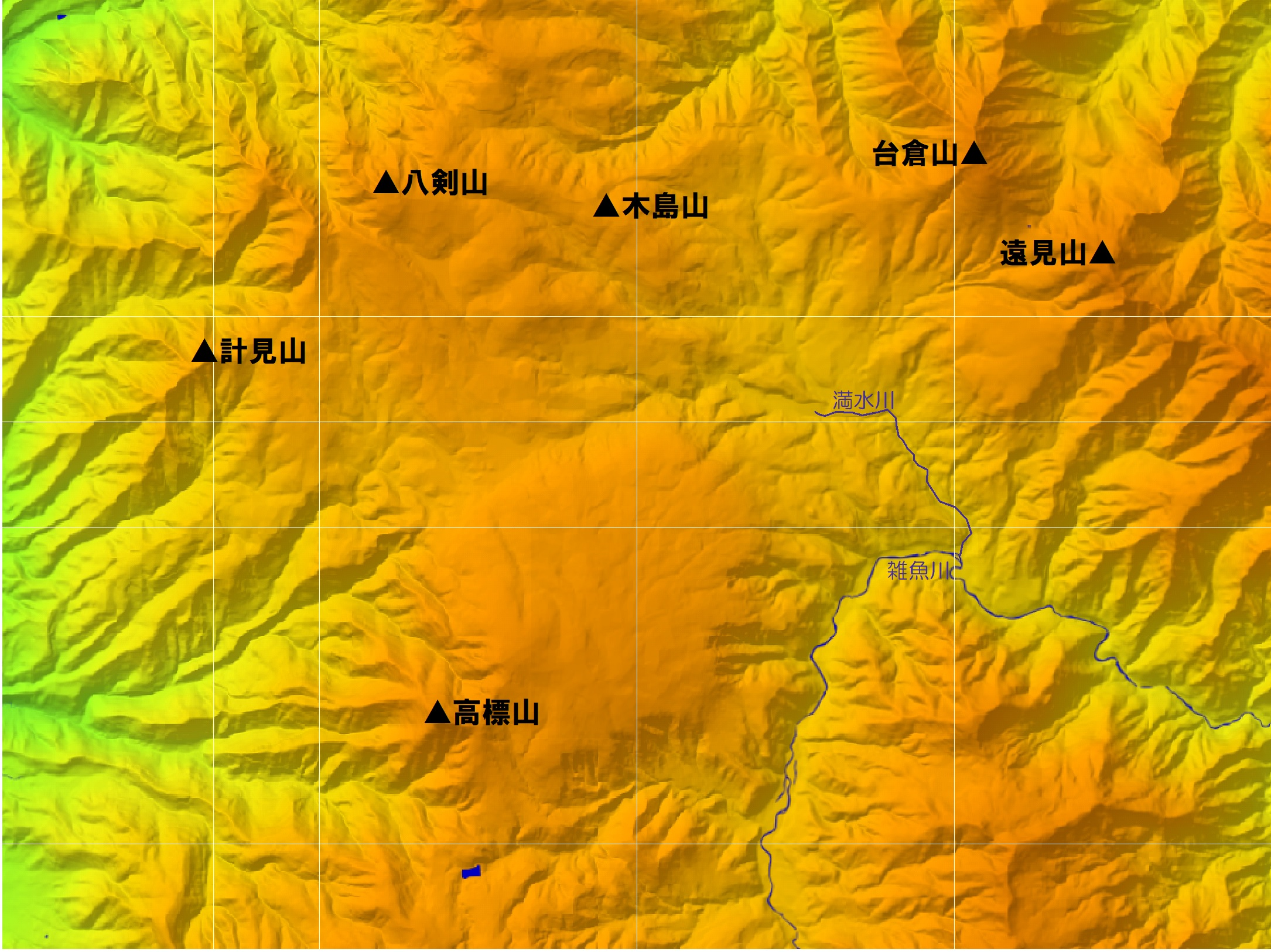
カヤの平の標高地形図(国土地理院)

カヤの平の区域は、概ね八剣山(標高1,675.8m)、木島山(同1,571.8m)、台倉山(同1,852.9m)、遠見山(同約1,841m)、雑魚川と満水川との合流点(カヤノ平三叉路[秋山ゲート]付近)、高標山(たかっぴょうやま)(同1,747.3m)および計見山(けみやま)(同1,478.9m)に囲まれた約2,300haである。その大半は木島平村に属し、遠見山の南西斜面のみ栄村に属する。

八剣山の南麓、高標山の北東麓および計見山の東麓一帯ならびにカヤの平の西側に広がる清水平の一部をあわせた1,454.78haは自然休養林(カヤの平自然休養林)に指定されている。また、台倉山の南東斜面一帯に広がるブナ林36.54haとブナを主体としたカンバ、コメツガ等の230年生前後の天然林244.35haとを合わせた280.89haの区域は、隣接する鳥甲山(標高2,037.7m)一帯の1,118.94haとともに生物群集保護林(カヤの平等生物群集保護林。面積1,399.83ha。)に指定されている。
本高原の標高域については様々なとらえ方がある。

木島平観光振興局などは、カヤの平のうち一般来訪者が利用する区域の標高域として約1,400m〜1,700mと紹介しており、森林セラピーソサエティは1,350m〜1,750mと表現している。

カヤの平自然休養林指定地域の標高域は約1,090m～1,747.3mであり、また、カヤの平等生物群集保護林のうちカヤの平区域の最高標高は遠見山山頂の約1,841mである。

## 自然環境

### 気候
- ケッペン気候区分にもとづくカヤの平の気候はDfb(亜寒帯湿潤気候)に属する。
- 年間平均気温は5℃、年間降水量は2,000mm、降雪量は年間2.8～3.5m[15]である。
- 木島平村の標高1,131m計測点における年間平均気温は6.6℃、年間降水量は1,825mmであり、各月のデータは以下のとおりである[16]。標高1,500m前後のカヤの平は計測点よりも気温が低いものと推測できる。

|             | 1月  | 2月  | 3月  | 4月  | 5月  | 6月  | 7月  | 8月  | 9月  | 10月 | 11月 | 12月 |
| ----------- | ---- | ---- | ---- | ---- | ---- | ---- | ---- | ---- | ---- | ---- | ---- | ---- |
| 気温(℃)     | -6.3 | -5.3 | -2.0 | 3.7  | 10.5 | 14.9 | 18.8 | 19.6 | 15.8 | 9.6  | 3.0  | -3.4 |
| 最高気温(℃) | -2.8 | -1.4 | 2.6  | 8.9  | 16.0 | 19.6 | 22.9 | 24.0 | 20.1 | 13.9 | 7.4  | 0.5  |
| 最低気温(℃) | -9.2 | -8.4 | -5.4 | -0.5 | 5.9  | 11.0 | 15.5 | 16.3 | 12.7 | 6.4  | -0.3 | -6.5 |
| 降水量(mm)  | 144  | 120  | 129  | 110  | 138  | 182  | 232  | 187  | 191  | 158  | 106  | 128  |

### 地質
カヤの平は、主に78万年前～12万6千年前の第四紀中期更新世(チバニアン期)の時代に、周囲を取り囲む志賀高原火山群などの複数の火山の噴出物によって形成された地層で覆われている。

火山の活動は、160万年前～100万年前の前期更新世後半(カラブリアン期)に毛無火山噴出物がカヤの平北部を、続いて90万年前～70万年前に鳥甲山噴出物がカヤの平東部を中心に覆い、その後、志賀火山噴出物がカヤの平の大半を表層している。現在、毛無火山噴出物は八剣山の山頂から裾野において、鳥甲山噴出物は台倉山から遠見山の稜線付近において、それぞれ確認できる。
- 志賀火山噴出物　志賀火山噴出物は、高標山の噴火に伴う高標山火山岩類とよばれ、カヤノ平火砕流堆積物と、これを覆い高標山山頂部を構成する高標山溶岩、奥志賀湖成層、大念山・彦衛門沢火砕堆積物[注釈 7]とに区分される。
  - カヤノ平火砕流堆積物　カヤの平南部域の雑魚川と支流の満水川とに挟まれた地域を中心に広く分布し、高標山の南と北にも小分布している。岩相は灰色乃至灰白色をしたデイサイト質で、下半部の多くは溶結して柱状節理が発達し、層厚は200m～250mに及んでいる[17][18]。
  - 高標山溶岩　カヤノ平火砕流堆積物を覆うようにして高標山山頂付近にのみ分布した板状節理の発達する灰黒色の輝石安山岩溶岩で、層厚は150m～200mである[17][18]。
  - 奥志賀湖成層　コバノ沢北方においてカヤノ平火砕流堆積物を不整合に覆っている。岩相は淡黄または青灰色の軟らかい火山砂(シルト)で、上部は成層した細粒～中粒の砂を主とし下部は固結した凝灰質シルトで平行葉埋[19]が発達し、しばしばスランプ構造を示す。層厚は20mである[20]。
  - 大念山・彦衛門沢火砕堆積物　台倉山南方に分布し、大部分は奥志賀湖成層の上に、一部は八剣山溶岩の上に重なる。岩相は、下部は無層理、塊状の降下軽石で、白乃至橙色を呈し発泡度が良い。上部はデイサイト質の軽石流堆積物およびその二次堆積物で固結度は低い。色相は、灰色、乳白色、橙色または紫色など変化に富む特徴を有する。基底部はやや淘汰を受けて円磨し、平行葉里を持つ。層厚は15m強である[20]。
- 毛無火山噴出物
  - 毛無火山噴出物のうち八剣山溶岩と呼ばれる地層がカヤの平の北部を中心に分布している。岩相は暗青灰色のカンラン石紫蘇輝石普通輝石安山岩[注釈 8]などと呼ばれる塊状溶岩で、板状節理が発達している。層厚は100m以下である[20]。
- 鳥甲山噴出物
  - 鳥甲山噴出物のうち鳥甲山頂溶岩と呼ばれる地層がカヤの平北東部に小分布している。灰白色のやや粗い粒状の安山岩で、数ミリメートルから数センチメートルの斑糲(はんれい)岩を含む。層厚は150m強である[20]。

### 自然
本高原全域が上信越高原国立公園の志賀高原地域内にある。概ね半分の区域が普通地域に区分され、中部と北部を中心に特別地域の指定を受けている。特に北ドブ湿原周辺および遠見山の西斜面は良好な風致を保持し第一種特別地域に指定されている。

カヤの平一帯が国立公園に指定された1949年当時、全域が普通地域に地域指定されていたが、近年になり山岳観光ブーム等による公園利用の在り方が変化し、また、希少な動植物の分布域に新たな知見が得られる等、本地域を取り巻く状況が大きく変化してきた実態を踏まえ、環境省は2019年に普通地域の一部を特別地域に指定変更して土地利用の規制等を強化している。

#### 森林
カヤの平の各所にブナの原生林やシラカバ、ダケカンバなどが群生し、全域が国有林(木島山国有林)として林野庁によって管理されている。

遠見山の南斜面は、主に典型的なブナの天然林で樹齢は200年を超えている。高標山周辺はブナ、ナラ等の落葉広葉樹の天然林で、樹齢が200年近い老齢林が広がり、尾根沿いの歩道の脇では、6月中旬になるとツバメオモトが、7月にはゴゼンタチバナが咲く(ゴセンタチバナは台倉山でも確認できる)。

雑魚川流域は、ブナ、ナラ等の広葉樹からなる樹齢200年前後の天然林と、雑魚川渓谷が一体となった優れた景観が見られる。

計見山の南麓に広がる 大ブナ郷土の森と呼ばれるブナの原生林にはミズナラの大木があり、その幹周りは、日本国内で確認されているミズナラでは第5位の太さとなる7m70cmを誇り「山の神」として祀られている。高標山には、幹回り10m92cm、推定樹齢1000年を超えるネズコの大木があり、「千年ネズコ」或いは「木島平の大ネズコ」などと呼ばれている。

#### 湿原
カヤの平には複数の湿地が点在し、その総面積は22.88haに及ぶ。かつての時代における湿地帯の分布範囲は現在のそれよりも遥かに広い範囲に亘っていたが、その範囲は年々狭まり、現在の広さは、明治、大正時代と比べ11.38ha少ない約3分の2にまで縮小している。

- 北ドブ湿原は、本高原北部の標高約1,550mに位置する約7haの高層湿原[26]で、多くの湿生植物が確認されている。7月中旬～下旬に湿原一帯を覆うニッコウキスゲをはじめ、サワラン、タテヤマリンドウ、ハクサンチドリ、ジャコウソウ、ワタスゲ、ヒオウギアヤメ、トキソウ、ヤナギラン、イワショウブ、アサヒラン、ミズギク等のさまざまな高山植物や、アオモリミズゴケ、モウセンゴケ、ヒメミズゴケ、ワタミズゴケ、ごくわずかながらウロコミズゴケ、ユガミミズゴケなどの湿生植物を観察できる。特に分布が南限に当たるチシマウスバスミレ、オオバタチツボスミレの2種が生育しており、植物地理学上きわめて重要である。北ドブ湿原周辺はイヌワシの生息地でもあり、環境省は希少な高層湿原とともに自然環境を保全するために、2001年に「生物多様性の観点から重要度の高い湿地(重要湿地)」に指定[27]した。更に2019年には、主にスノーモービルを対象として乗り入れ規制区域とした[注釈 11]。
- 南ドブ湿原は、カヤの平中央部の標高約1,420mに位置する0.5haの湿原[26]で、ブナ、ナラ等の落葉広葉樹林が良好な風致を構成している。北ドブ湿原に比べて土壌が肥沃で、5月下旬にはミズバショウやリュウキンカが見頃を迎え、夏はヤナギなどの低木等で覆われる。付近の高まった場所ではオクチョウジザクラが多く見られる。近傍には野営場(キャンプ場)、牧場などがあり、牧場跡地や小さい凹地にはエゾノミツモトソウ、エゾエンゴサク、ギョウジャニンニクや有毒植物でもあるコバイケイソウ等も見られる。

#### 河川
カヤの平の河川は、中央部及び東部を中心とした中津川水系と西部を中心とした樽川水系に分かれる。両河川は、それぞれ下流域にて千曲川(信濃川)に合流して日本海に注いでいる。
- 中津川水系　切明にて中津川に合流する雑魚川がカヤの平の南端を流れる。その支流の一つである満水川がカヤの平の中央部を流れ、北ドブ湿原を源流とするコバノ沢をはじめとして、大沢、大楢沢、遠見の池川(遠見の沢)等の源流を集める。中津川は新潟県津南町で信濃川に合流する。
- 樽川水系　日向入川と本沢川がカヤの平の西麓を源として西に向けて流れる。南ドブ湿原は日向入川の源流の一つである。樽川は飯山市で千曲川に合流する。

#### 動物
手付かずの自然林には多くの希少生物が生息しており、長野県天然記念物のカモシカ、ニホンモモンガ、準絶滅危惧種のヤマネ、ツキノワグマ、テン、オコジョ等が確認されている。

野鳥は、66種の観察と23種の繁殖が確認され、ブナ林の代表としては、クロジ、コルリ、アオバトなどである。夏鳥ではツバメ、ヒバリ、オオヨシキリなどが見られ、希にオナガを見ることもできる。冬鳥ではツグミ、アトリ、ジョウビタキ、カシラダカなどが見られる。

昆虫は、ギフチョウが4月下旬～5月上旬にかけて羽化し、桜の咲くころに林道清水平線の沿道などで見られる。雪解けが進む5～6月にかけてコルリクワガタがブナの新芽に集まり、谷間の渓流ではムカシトンボが発生する。7月になるとフジミドリシジミ、アイノミドリシジミ、メスアカミドリシジミなどがブナやミズナラ等広葉樹で見られ、8月は暑さに弱いアキアカネが平地から移動してくるようになり、草花には遠方より飛来したアサギマダラやハナカミキリの仲間が数多く集まる。また、ヒョウモンチョウ類、クジャクチョウ、エルタテハ、キベリタテハなどの蝶類が草原や林道周辺で見られる。

雑魚川流域は、長野県内でも有数のイワナの遊漁が可能な地域で、志賀高原漁業協同組合によって在来イワナ個体群の保全が行われており、満水川とその支流のコバノ沢は遊魚区に、満水川支流の遠見の池川、大沢および大楢沢は禁漁区に指定されている。また、北ドブ湿原ではクロサンショウウオの産卵が見られる。

#### 牧場
計見山の東斜面と、八剣山、木島山及び台倉山の南斜面はなだらかな地形で、カヤの平全域の約25%にあたる600ha弱の国有林が自治体や農業団体等に貸し出され、牧場として開拓、利用されている。

近年、畜産を生業とする農家の減少等により放牧牛の数が減少し未利用牧草地が増えたことから、木島平村は長野県が推進する「森林(もり)の里親促進事業」を活用して、企業、NPO等とのパートナーシップにより未利用牧草地の一部を「地球樹の森(2.0ha)」「カヤの平高原の森(5.0ha)」等と銘打って森林再生活動を推し進め、国への土地の返還を目指している。

## 施設・レジャー
カヤの平中央部の県道と林道が交差する交通の結節点周辺は自然休養林に指定され、総合案内所や宿泊施設などが整った来訪者の拠点として機能している。

登山者が増える時期には、登山利用の集中化等に伴う植生荒廃等を防止するため、林野庁は森林保護員を雇用し、巡視やマナーの啓発活動を行い貴重な森林生態系の保全に取り組んでいる。

冬季は深い積雪に覆われアクセスが困難となることから、多くの施設が概ね11月上旬～翌年5月下旬まで閉鎖される。

### カヤの平自然休養林
カヤの平の南西域の一部とその西側に広がる清水平と呼ばれる火山性高原の一部をあわせた1,454.78haは、野外活動、自然観察などに適した「レクリェーションの森（カヤの平自然休養林）」として、広く利用者に森林とふれあう場所を提供している。
| ゾーン区分         | 面積(ha) | 既存施設の概要                                               |
| ------------------ | -------- | ------------------------------------------------------------ |
| 自然観察教育ゾーン | 240.17   | 園地、歩道、北ドブ湿原植物園                                 |
| 森林スポーツゾーン | 55.95    | 野営場、宿泊施設、自然教育園、南ドブ湿原植物園、歩道、運動場 |
| 風景ゾーン         | 826.69   | 園地、歩道                                                   |
| 風致探勝ゾーン     | 331.97   | 園地、自然教育園、歩道                                       |

- カヤの平高原総合案内所　カヤの平のビジターセンターとして機能するバリアフリー施設。係員が常駐し、遊歩道や登山道などの散策路の案内、花や野草などの自然情報などの提供のほか、キャンプ場やロッヂの予約、薪などの物品販売やテントの貸し出しなどの業務を担っている。サイクルステーションにも位置づけられ、サイクルスタンド、工具、ポンプ等が常備されている[34]。営業期間は例年6月初旬～11月上旬である[35]。
- カヤの平高原キャンプ場(カヤノ平野営場)　環境省が国立公園の施設として指定した野営場[1]で、テントサイトは100張り設置が可能。一部常設テントがあり、またオートキャンプも可能である[35][36]。
- カヤの平高原運動広場　キャンプ場に併設された運動広場で、使用料を支払うことで全部あるいは一部を専用使用できる。
- カヤの平高原休憩所　短時間あるいは長時間の休憩が可能(有料)。
- カヤの平高原ロッヂ　山村体験型の宿泊施設で、最大収容人数は1室あたり5名で全5室合計25名まで収容可能である。厨房や食堂、トイレ(男女別)、浴場(男女別)が完備されている。事前予約により食事の提供を受けることが可能。例年6月初旬～10月下旬の期間営業している[35][36]。
- カヤノ平自然教育園(信州大学教育学部附属志賀自然教育研究施設カヤノ平分施設)　信州大学の教育学部が志賀高原の中心部に近い長池付近に設立した教育園の分園として開設された。入園料は無料で、自然観察路(一周約700m)では、気軽に森林浴を楽しみながらブナの森の生態を学ぶことができる[37]。
- カヤの平牧場　カヤの平高原キャンプ場に隣接した標高1,450m～1,500m、面積約52haの牧場で、夏季のみ牛が放牧されている[38]。
- 大ブナ郷土の森　地域の自然・文化のシンボルとしての森林の保護を目的として位置づけられた10.2haのブナ林。「山の神」と呼ばれるミズナラの巨木も存在する[39]。
- 遊歩道・登山道　環境省が上信越高原国立公園の施設として指定する二つの遊歩道を含め、主に以下の遊歩道や登山道が存在する。北ドブ湿原西コース入口と南ドブ新道入口にはそれぞれ案内標識、各遊歩道の入口や分岐点に適宜誘導標識が、それぞれ設置されている。

| 歩道名称(通称)       | 延長(km)                    | 標高差(m) | 起点終点、主な経由地                                           | 備考                                       |
| -------------------- | --------------------------- | --------- | -------------------------------------------------------------- | ------------------------------------------ |
| 北ドブ湿原コース     | 2.7(東コース) 3.0(西コース) | 220       | 北ドブ入口(カヤノ平野営場)～カヤノ平～八剣山山頂               | 環境省指定探勝歩道「カヤノ平八剣山登山線」 |
| 高標山登山道         | 3.7                         | 290       | カヤノ平野営場～高標山山頂                                     | 環境省指定登山道「高標山登山線」           |
| 大ブナ歩道           | 1.5                         | 160       | 大ブナ歩道入口(カヤノ平野営場と郷土の森の中間点)～北ドブ五叉路 | 環境省指定探勝歩道                         |
| 八剣山歩道           | 3.8                         | 370       | 八剣山歩道入口(郷土の森)～八剣三叉路～八剣分岐～八剣山山頂     |                                            |
| ドブ平歩道           | 1.0                         | 90        | 八剣山歩道入口(郷土の森)～ドコ平歩道入口                       |                                            |
| ドコ平歩道           | 1.2                         | 30        | ドコ平歩道入口～ドコ平南ドブ分岐                               |                                            |
| 南ドブ歩道           | 0.1                         | 30        | 南ドブ歩道入口～南ドブ湿原                                     |                                            |
| 南ドブ新道           | 0.7                         | 90        | 南ドブ新道入口(総合案内所裏)～南ドブ湿原                       |                                            |
| 自然教育園自然観察路 | 0.7                         | 30        | 信州大学自然教育園内                                           |                                            |

### その他の区域
- 長寿の森林　コバノ沢と大沢とに挟まれた91haの自然林で、遊歩道や休憩舎などが整備されている。遊歩道はA、B、Cの3つのコースがあり、このうちAコース沿いには、長寿の滝、やすらぎの滝、健康の滝の三つノ滝を眺められる[40][注釈 12]。
- 混牧林カヤノ平牧場　カヤの平北部の木島山と台倉山の間に広がる緩やかな南斜面(標高1,300m～1,600m)を利用した牧場。面積約526ha[41][42]。
- 渓流釣り　志賀高原漁業協同組合が管理する雑魚川、満水川およびコバノ沢が遊魚区に指定され、放流を一切しない天然岩魚の渓流釣りを楽しめる。在来イワナ個体群の保全を目的として、体長20cm以下の岩魚はリリースすること、事前に遊漁承認証を購入(年釣3,300円、日釣550円、障害者半額、小中学生無料)することが求められている。猟期は通年4月中旬～9月下旬で、満水川の支流のうち、遠見の池川、大沢および大楢沢は禁猟区に指定され釣りは厳禁である[28]。

### ツアー等
- トレッキングツアー　木島平村を中心に北信濃全般の道なき道を歩く「道の秘境」と呼ばれる企画を木島平村観光振興局または木島平村観光協会が主催しており、千年ネズコを訪ねるトレッキングやキノコ狩り等、カヤの平を訪れる日帰りのツアーが1年に数回開催されている[43]。また、本高原に隣接する奥志賀高原の宿泊施設では独自のトレッキングツアーをグリーンシーズンの毎日午後に開催し、宿泊施設とカヤの平との間を車で送迎している[44]。
- バスツアー　飯山駅などを発着地として、カヤの平とその周辺に点在する切明温泉、苗場山などの観光資源を巡る日帰りから1泊までの旅行商品が、信越いいやま観光局および森宮交通によって企画、販売されている(一部の商品はトレッキングを伴う。)。詳細は「アクセス」の項目参照。
- スキーツアー　奥志賀高原スキー場から竜王山、カヤの平(高標山、北ドブ湿原)を経由して野沢温泉スキー場に滑り込む企画が志賀高原スキークラブの主催により毎年4月10日に敢行[注釈 13]される。ツアーは日帰り(7時30分～16時30分)であるが、出発点の奥志賀高原スキー場および目的地の野沢温泉スキー場にて宿泊を手配することも可能である[45]。

## 地名の由来
下記のとおりの諸説がある。
1. 大きなカヤの木があった[注釈 14]。
2. 「ススキ」（茅葺屋根に使用)が生えていた[注釈 15]。
3. ブナの若木を昔「カヤ」と呼んだ。

## 歴史
- 1949年(昭和24年)　厚生省は、カヤの平一帯を上信越高原国立公園に指定した。
- 1956年(昭和31年)　カヤの平牧場が開設された。
- 1963年(昭和38年)　カヤの平高原キャンプ場が開設された。
- 1964年(昭和39年)　かやの平林道が開通した[25]。
- 1966年(昭和41年)　カヤの平ロッジが開設された
- 1970年(昭和45年)　奥志賀スーパー林道が着工した。長野営林局が混牧林約1,000haを実験牧場として利用を開始した。
- 1972年(昭和47年)　林道清水平線が全線開通した。
- 1973年(昭和48年)　奥志賀スーパー林道が蓮池からカヤの平まで開通した。
- 1976年(昭和51年)　林野庁は計見山東麓および八剣山南麓一帯を自然休養林に指定した。
- 1977年(昭和52年)　奥志賀スーパー林道が栄村まで全通(翌年から有料化)した。木島平村中心部からカヤの平高原へ夏季臨時バスの運行が開始された。
- 1978年(昭和53年)　カヤの平運動広場が開設された。
- 1979年(昭和54年)　混牧林カヤノ平牧場が開設された。
- 1980年(昭和55年)　台倉山南東斜面にあるブナ植物群落およびブナを主体としたカンバ、コメツガ等の230年生前後の天然林が学術参考保護林に指定された。
- 1982年(昭和57年)　カヤノ平自然教育園が開園した。
- 1985年(昭和60年)　北ドブ湿原および南ドブ湿原が木島平村指定天然記念物に指定された。
- 1990年(平成2年)　台倉山南東斜面の天然林学術参考保護林が分割され、林木遺伝資源保存林および植物群落保護林として指定された。
- 1991年(平成3年)　「大ブナ郷土の森」が設定された。
- 1993年(平成5年)　奥志賀スーパー林道が長野県に移管され県道となり無料化された。
- 2001年(平成13年)　北ドブ湿原が環境省「重要湿地」に選定された。
- 2007年(平成19年)　カヤの平が林野庁の森林セラピー基地[14]に指定された。
- 2009年(平成21年)　高標山で大ネズコが発見された。
- 2013年(平成25年)　「森林(もり)の里親促進事業」により牧草地における森林再生の取り組みが開始された。
- 2014年(平成26年)　混牧林カヤノ平牧場が閉鎖され林野庁に返還された。
- 2017年(平成29年)　林野庁は、台倉山南東斜面の林木遺伝資源保存林と植物群落保護林をあわせて生物群集保護林に指定[12]し、また、「大ブナ郷土の森」を廃止してカヤの平自然休養林と一体化した。
- 2019年(平成31年)　環境省は、自然公園法に基づくカヤの平の普通地域の一部を特別地域に地域変更した。
- 2021年(令和3年)　農林水産省と環境省は、国立公園と国有林における世界水準を目指した連携を推進するため、国立公園と国有林が重なる地域において、優れた自然の保護と利用の両立を目指すこととなった[46][47]。

## 交通
長野県道502号奥志賀公園栄線がカヤの平の幹線道路として南北周辺地区とをつなぎ、林道清水平線(一部は北志賀林道)が西方面、林道秋山線が東方面の各地区とを連絡し、道路交通網の基幹をなしている。この三路線は全て舗装され観光道路としても機能している。また、カヤの平区域内の移動を補完する林道が複数存在しているが、多くは一般車両が通行できない未舗装の林業専用道路となっている。

### 県道
- 県道奥志賀公園栄線　南の蓮池方面と北の野沢温泉方面とを結んでいる。通称「北信州もみじわかばライン」と呼ばれる。国立公園の施設名は「蓮池野沢線」である[1]。

### 林道
- 林道秋山線　雑魚川に沿って切明方面とを結ぶ林道で、カヤノ平三叉路[秋山ゲート]にて県道奥志賀公園栄線に、切明にて国道405号線に、それぞれ接続する。1997年以降全区間が舗装されている。雑魚川林道とも呼ばれる。国立公園の施設名は「秋山線」である[1]。
- 北志賀林道　カヤの平の中央部(標高1,420m)のカヤの平ゲートにて、県道奥志賀公園栄線から西に分岐して南西麓の北志賀竜王スキー場方面とを結ぶ林道である。カヤの平ゲートから舗装道路が約1.6km続き、林道清水平線が接続する三叉路にて本路線は直進して西進し、未舗装、一般車両通行禁止となる。一般車両は道なりに北上して林道清水平線を通行することができる。林道秋山線とともに雑魚川林道とも呼ばれる。
- 林道清水平線　カヤの平の中西部の北志賀林道三叉路から分岐して北上し、カヤの平総合案内所や清水平を経由して西麓の上木島糠塚にて国道403号線に接続し、飯山方面とを結んでいる。
- 高標林道　未舗装、一般車両通行禁止。カヤの平ゲートから北志賀林道を西に約1.1km進んだ三叉路を起点として南東に分岐する林道である。高標山東側の標高1,650m付近の裾野までの延長約4.6kmが車道で、その先は高標山山頂まで歩道が続いている。
- 長俣沢林道　未舗装、一般車両通行禁止。カヤの平の中南部(標高1,383m)において、県道奥志賀公園栄線から分岐して南下する延長約3.1kmの林業専用道である。高標山南東麓の標高1,600m付近の裾野までが車道であり、その先は歩道となり高標山山頂付近で高標林道からの歩道に合流する。
- 満水林道　未舗装、一般車両通行禁止。カヤの平の中南部(標高約1,340m)において、県道奥志賀公園栄線から南に分岐して雑魚川と満水川とに挟まれた尾根沿いに整備された林道で、標高1,300m、起点からの延長約1.6km付近で行き止まりとなる。
- 木島山林道　未舗装、一般車両通行禁止。木島山南東麓(標高約1,420m)において、県道奥志賀公園栄線から東に分岐し、台倉山南麓の標高1,400m付近の混牧林カヤノ平牧場の中を東進し、遠見山南東麓の標高1,520m付近に至る延長約6.4kmの林道である。

### その他
- 大沢作業道　未舗装、一般車両通行禁止。木島山南東麓(標高約1,400m)において、県道奥志賀公園栄線から西に分岐し、大沢沿いに約1.1kmの作業道路が整備されている。

## アクセス
2021年1月現在、カヤの平に至る全ての道路において路線バス等の公共交通機関は存在しない。また、例年11月上旬乃至翌年5月下旬の約半年間は積雪による交通規制(閉鎖)により車両は進入できない。

### 車
周辺の拠点からカヤの平(高原総合案内所)への行程は以下の通りである。
- JR北陸新幹線、飯山線飯山駅より22.8km(長野県道38号線、国道403号線、林道清水平線経由)
- 上信越自動車道豊田飯山インターチェンジより29.1km(国道117号線、国道403号線、林道清水平線経由)
- 蓮池交差点志賀高原山の駅より27.4km(長野県道471号線、長野県道502号線、北志賀林道経由)
- JR飯山線津南駅より51.7km(国道405号線、林道秋山線(雑魚川林道)、長野県道502号線、北志賀林道経由)
- 野沢温泉村(役場)より36.7km(長野県道353号線、長野県道502号線、北志賀林道経由)

### 徒歩
周辺のバス停留場からカヤの平への行程は以下の通りである。
- 長電バス奥志賀高原線「奥志賀寮前」停留場よりカヤノ平三叉路[秋山ゲート]まで徒歩約1時間35分(約7.5km)、カヤの平高原総合案内所まで徒歩約3時間20分(約16km)
- 木島平村シャトル便「木島平村観光交流センター」停留場よりカヤの平高原総合案内所まで徒歩約3時間25分(約16.3km)
- 南越後観光バス秋山郷線(デマンドバス)「切明」停留場よりカヤノ平三叉路[秋山ゲート]まで徒歩約2時間50分(約13.8km)、カヤの平高原総合案内所まで徒歩約4時間40分(約22.3km)

### バス（バスツアー)
1977年に、木島平村中心部からカヤの平高原へ夏季臨時バス(路線バス)の運行が開始されたが、現在は廃止されている。
JR北陸新幹線が飯山駅まで延伸した翌年の2016年6月から、飯山駅とカヤの平等を結ぶ完全予約制のバス便(シャトル便)の運行が始まった。バスツアー(旅行商品)ながら、カヤの平を発着点とする移動だけの目的での利用が可能(飯山駅～カヤの平間の片道料金1,000円)であり、空席があれば予約なしでも乗車でき、実質的に公共交通機関として機能していた。

しかしながら、2020年以降はカヤの平でのトレッキング等のオプションツアーを組み合わせたパックツアー商品のみの販売となり、単なる移動手段として利用することができなくなった。旅行商品の企画、販売は、2016年のツアー開始以来、信越いいやま観光局(信越自然郷飯山駅観光案内所)が行っている。また、2020年までツアーバスの運行を担ってきた森宮交通は2021年から単独で旅行商品の販売を始めている。